# Umeda

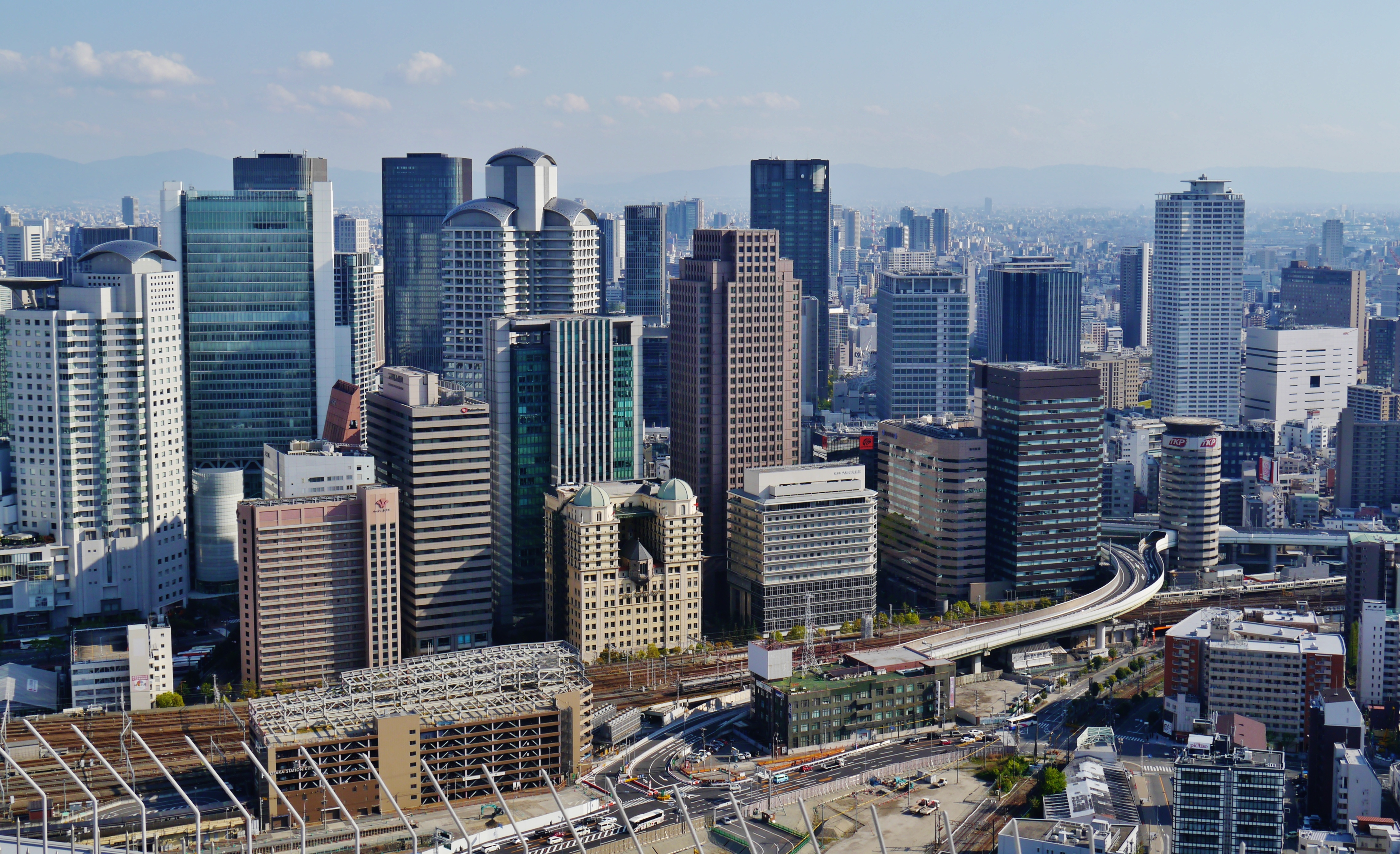
Panorama der Wolkenkratzer Umedas

Umeda (japanisch 梅田) ist ein Handels- und Geschäftsviertel mit vielen Hotels und Bürogebäuden im Stadtbezirk Kita von Osaka, Japan. Umeda ist Synonym für das Stadtbild von Osaka mit sehr vielen Hochhäusern, darunter 40 Wolkenkratzern. In Umeda befindet sich mit den Bahnhöfen Osaka und Umeda der nördliche Zugverkehrsknotenpunkt Osakas und die größten Einkaufszentren von Osaka (Diamor Osaka und die Kaufhäuser von Daimaru, Hankyū und Hanshin).
Der Stadtteil Umeda im engeren Sinne, d. h. die Zone, die auch der Adresse nach Umeda heißt, umfasst nur den Bahnhof Osaka die südöstlich anschließenden Gebiete und ist in 3 chōme gegliedert. Im weiteren Sinne werden zu Umeda auch die umliegenden Stadtteile gezählt.

## Name
Der Name des Stadtteils übersetzt sich zu „Ume-Feld“. Ursprünglich leitet sich der Name jedoch von „aufgeschüttetes Feld“ (埋田) ab, da der Bezirk ursprünglich ein intensiv landwirtschaftlich verwendetes Areal war. Mit Aufbau des Zugnetzes in den 1870ern wurde das komplette Areal aufgeschüttet und der Stadtteil wuchs rasch heran.

## Verkehr

### Zugverkehr

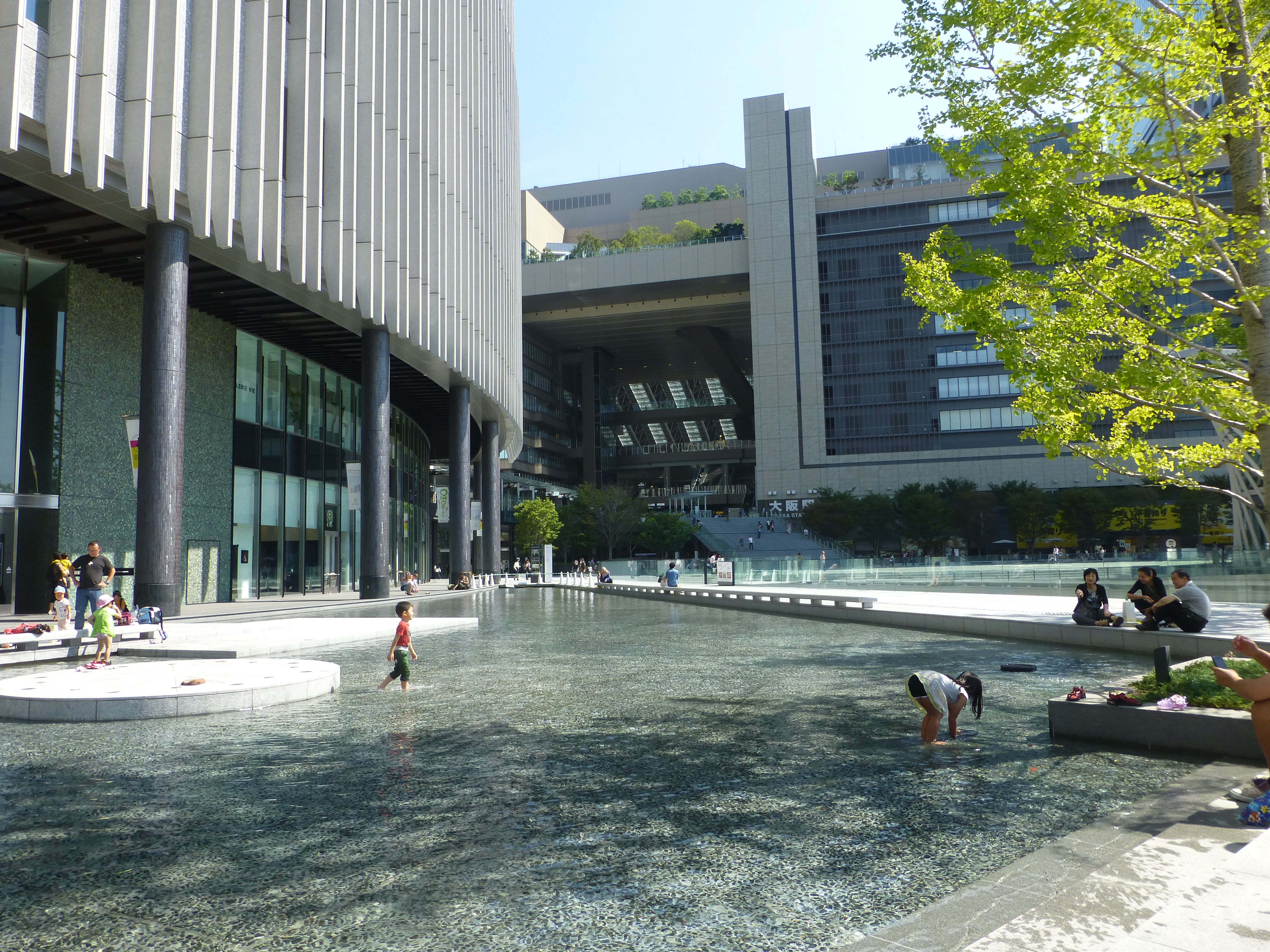
Der Nordeingang der Umeda Station

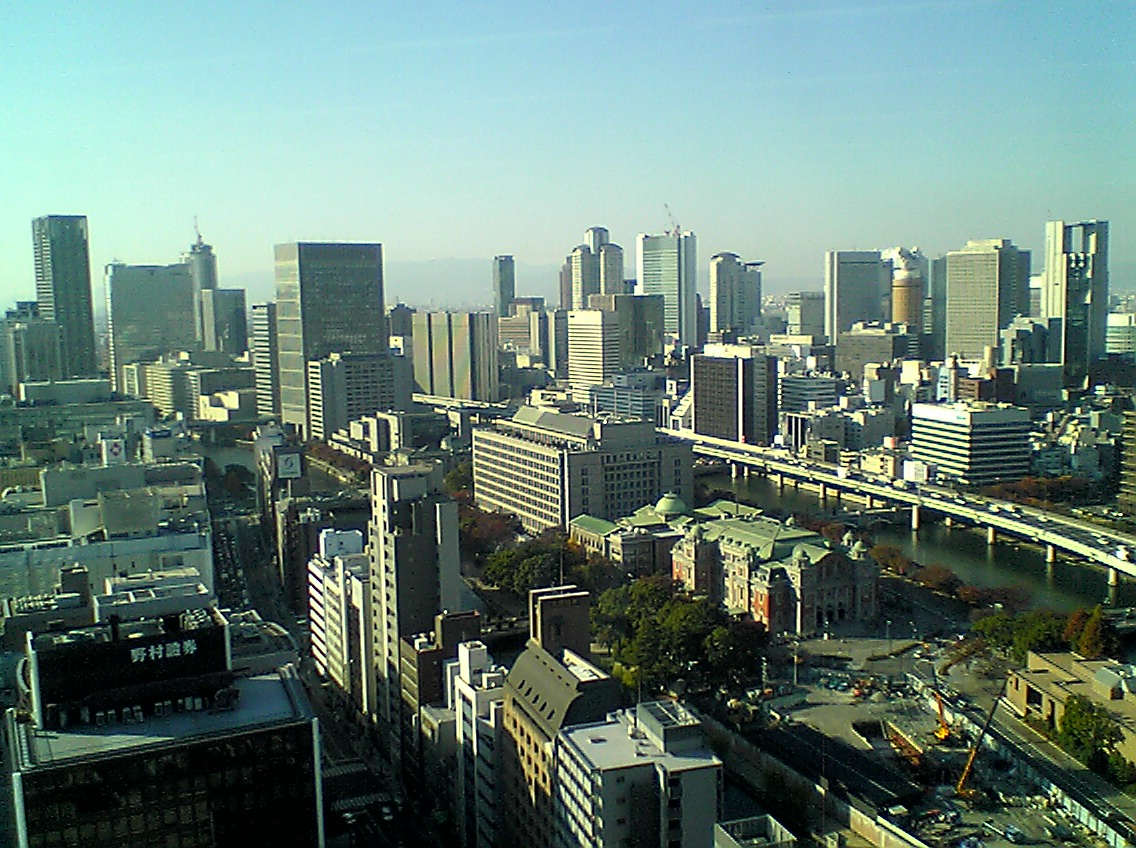
Umeda und Nakanoshima

In einem „Umeda Station“ genannten Gebäudekomplex treffen die Streckennetze diverser staatlicher und privater Zuggesellschaften aufeinander. Umstiege sind in der Regel unkompliziert möglich. Im Einzelnen gibt es Bahnhöfe von
- JR Nishi-Nihon
  - Osaka (bis zu 600.000 Fahrgäste pro Tag)
  - Kitashinchi
- Hankyū Dentetsu
  - Umeda (mehr als 500.000 Fahrgäste pro Tag)
- Hanshin Denki Tetsudō Hanshin-Hauptlinie
  - Umeda
- Städtische U-Bahn Osaka
  - Umeda (Midosuji-Linie M16; mehr als 400.000 Fahrgäste pro Tag)
  - Nishi-Umeda (Yotsubashi-Linie Y11)
  - Higashi-Umeda (Tanimachi-Linie T20)

Jeden Tag verkehren über 2 Millionen Fahrgäste an diesen Bahnhöfen. Somit ist Umeda einer der frequentiertesten Knotenpunkte im japanischen Zugverkehr.

### Busverkehr
Die ansässigen Zugunternehmen bieten ab Umeda diverse Busverbindung sowohl im Personennahverkehr als auch im Reisefernverkehr. Vor und in den wichtigen Bahnhöfen finden sich daher Busbahnhöfe.

### Hotels
Die Wichtigkeit Umedas als Verkehrsknotenpunkt spiegelt sich in der Häufung bekannter Hotels:
- ANA-Crowne Plaza Hotel Osaka
- Hilton Hotel
- Hotel Granvia (im Bahnhof von JR West)
- New Hankyu Hotel (im Bahnhof von Hankyū)
- Ritz-Carlton Osaka
- Westin Osaka
- InterContinental Hotel Osaka

## Sehenswürdigkeiten
Neben einer Vielzahl zu Attraktionen gewachsener Objekte, wie z. B. diversen Takoyaki-Ständen, Theatern oder Hochstraßen und Hochtrassen mitten in den Häuserschluchten, gibt es auch größere, speziell als Attraktion geplante Anlagen:
- HEP Five: Einkaufszentrum mit rot gestrichenem Riesenrad auf dem Dach. Im Foyer hängen zwei lebensgroße, rosa gestrichene Pottwal-Repliken (ein Muttertier mit Kalb) von der Decke herab.
- Umeda Sky Building: Dieses bogenförmige Doppelhochhaus ist eines der höchsten Gebäude in Umeda und bietet einen weit in das Umland reichenden Panorama-Blick.
- Umeda Underground: Typisch für japanische Großstädte gibt es auch in Umeda unterirdisch gebaute, weitläufige und voll-klimatisierte Passagen mit Geschäften und Zugängen zu den Bahnhöfen und wichtigen Gebäuden (teilweise auf mehreren Ebenen), hier jedoch ergänzt um Aspekte wie Bepflanzung oder einen unterirdischen Fluss mit diversen Brücken zur Querung.

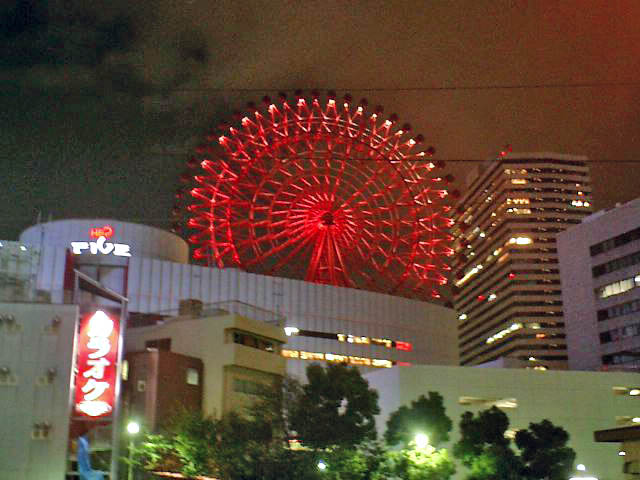
HEP Five in Umeda
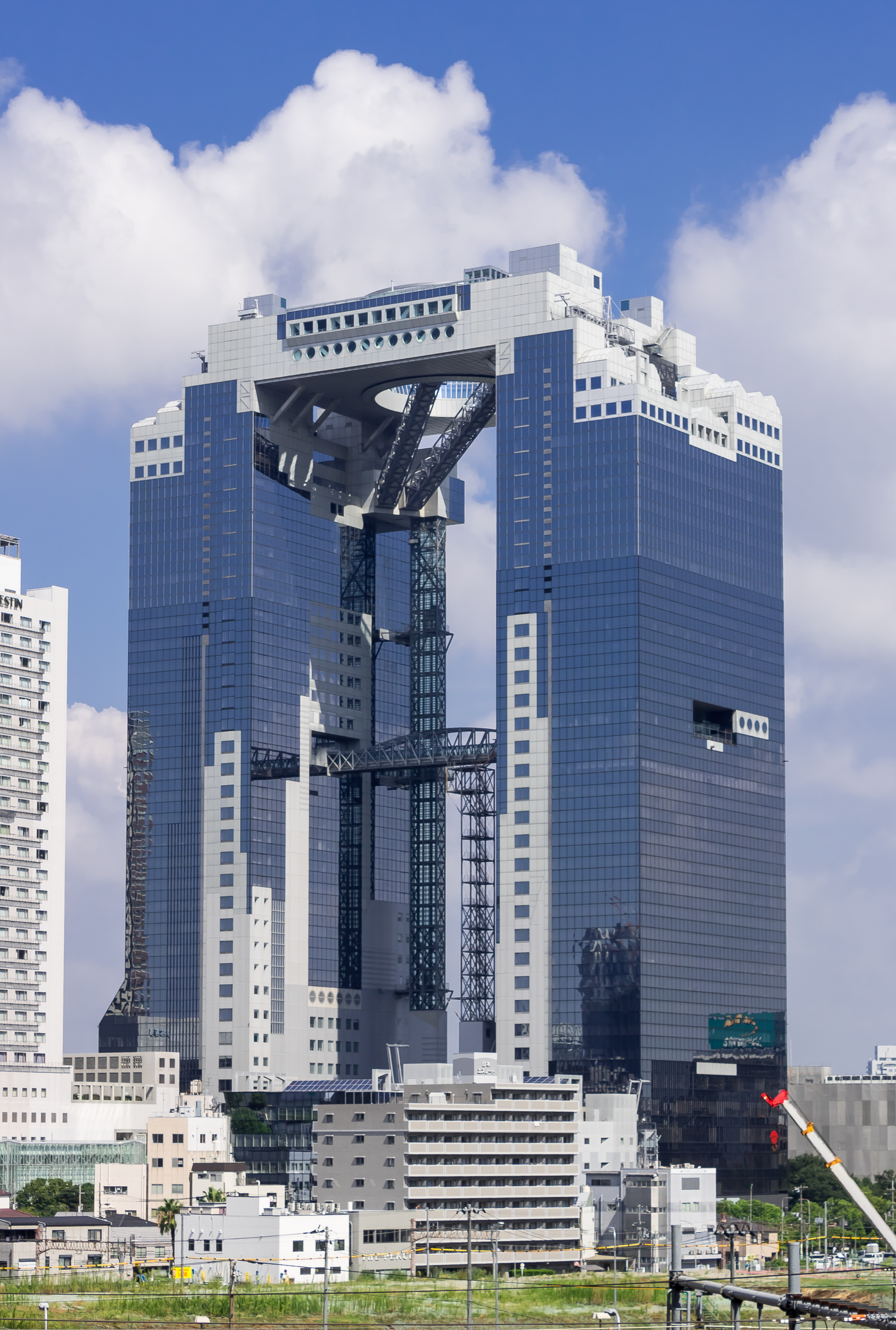
Umeda Sky Building in der Shin-Umeda City im Nachbarstadtteil Ōyodo-Naka
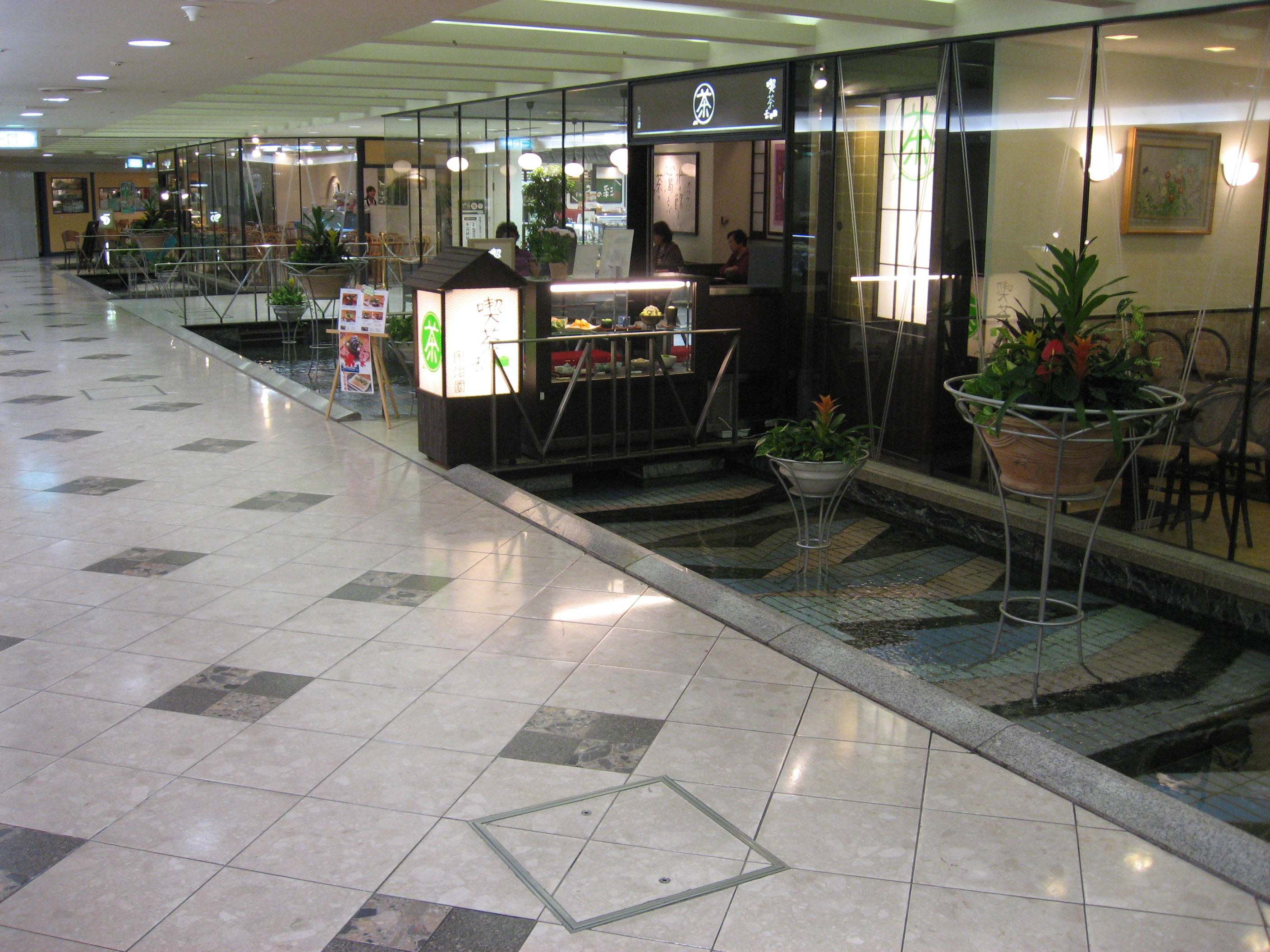
Unterirdischer „Fluss“ in Umeda Underground B2F